# Herbert Doms
Herbert Doms (* 14. April 1890 in Ratibor, Oberschlesien; † 22. September 1977 in  Münster) war ein deutscher katholischer Moraltheologe.

## Leben und Beruf
Doms war der Sohn des Tabakindustriellen Franz Doms und der Maria Doms geb. Klapper. Der ältere Bruder Julius Doms war Tabakindustrieller in Ratibor und Orsoy. Sein Urgroßvater war der Tabakindustrielle in Ratibor Joseph Doms (1780–1853). Er war ein Neffe des Künstlers und Schriftstellers Wilhelm Doms (1868–1957). 
Herbert Doms besuchte von 1899 bis 1908 das Gymnasium in Ratibor, anschließend studierte er naturwissenschaftliche Fächer in München, Berlin und Breslau. Im Jahr 1914 erfolgte die Promotion zum Dr. phil. am Zoologischen Institut der Universität München.
In den Jahren 1914 bis 1918 war er beim Deutschen-Roten-Kreuz und Soldat im Ersten Weltkrieg. 1919 wurde er als Assistent im Zoologischen Institut in Breslau tätig. Dort verfasste er eine damals vielzitierte Studie Über Altern, Tod und Verjüngung (1921).
Anschließend studierte er katholische Theologie. Die Priesterweihe erfolgte am 2. März 1924 in Breslau, danach arbeitete er als Kaplan in Breslau und Mühlbock (Neumark). Im Jahr 1927 erfolgte die Promotion zum Dr. theol. und 1930 die Habilitation für Dogmatik an der Universität Breslau. Von 1930 bis 1946 hatte er Lehrstuhl-Vertretungen in Braunsberg, Freiburg, Breslau und Münster. Von 1946 bis 1948 war Doms Dozent für Fundamentaltheologie in Freiburg i. Br. und von 1948 bis 1956 Professor der Moraltheologie an der Universität Münster.

## Veröffentlichungen (Auswahl)
- Über den Einfluss der Temperatur auf Wachstum und Differenzierung der Organe während der Entwicklung von rana esculenta (= Archiv für mikroskopische Anatomie, Band 87, Abteilung 1), aus dem Zoologischen Institut München, Friedrich-Cohen-Verlag, Bonn 1915, DNB 570097738 (Philosophische Dissertation Universität München 1915, Seiten 60–95, hierzu 1 Tafel und 14 Textfiguren, 1 Tafel, 8).
- Die Gnadenlehre des seligen Albertus Magnus. Erster Teil, Breslau 1927, DNB 570097746 (Dissertation Universität Breslau, Katholisch-theologische Fakultät, 1927, 53 Seiten, 8)[3]
- Vom Sinn und Zweck der Ehe. Ostdeutsche Verlagsanstalt, Breslau 1935.
  - Übersetzung: Du sens et de la fin du mariage. Desclee de Brouwer, Paris 1934.
- Die Stellung des Menschen im Kosmos. Aschendorff, Münster 1951.
- Vom Sinn des Zölibats. Verlag Regensberg Münster (Westf.) Imprimatur vom 4. September 1954.
- Der Einbau der Sexualität in die menschliche Persönlichkeit. Imprimatur vom 17. April 1959, Verlag Wort und Werk GmbH, Köln 1959.[4]
- Dieses Geheimnis ist groß. Verlag Wort und Werk, Köln 1960.
- mit Johannes Langner: Wilhelm Doms 1868–1957; Gemälde-Aquarelle-Graphik. Brentano-Verlag, Stuttgart 1962.
- Gatteneinheit und Nachkommenschaft. Matthias-Grünewald-Verlag, Mainz 1965.